# Danilo Napolitano
 For alternative betydninger, se Napolitano. (Se også artikler, som begynder med Napolitano)
Danilo Napolitano (født 31. januar 1981) er en italiensk professionel cykelrytter, særlig kendt for sine sprinter-evner. Han blev født i Vittoria på Sicilien og blev professionel i 2004. For 2004 og 2005-sæsonen kørte han for team Team L.P.R.. For 2006-sæsonen kørte han for ProTour-holdet Lampre-Fondital, hvor hans vigtigste sejre har været to etapesejre i Østrig Rundt og en etapesejer i Tour Méditerranéen, fra 2009 er han skiftet til Team Katusha.

## Sejre
2007
- Giro d'Italia etape 9
- Vuelta a Murcia etape 5

2006
- Tour Méditerranéen etape 1
- Settimana Ciclistica Internazionale "Coppi e Bartali" etape 1 og 4
- Internationale Österreich-Rundfahrt etape 1 og 5
- Brixia Tour etape 3
- Coppa Bernocchi

2005
- Stausee – Rundfahrt
- Settimana Ciclistica Internazionale "Coppi e Bartali" etape 3
- Brixia Tour etape 3
- Coppa Bernocchi
- Tour du Poitou Charentes et de la Vienne etape 2 og 5
- Giro di Romagna

2003
- Vuelta a Guatemala etape 1